# Markus Fachbach
Markus Fachbach (* 9. Oktober 1982 in Lahnstein) ist ein deutscher Triathlet. 2014 wurde er Europameister auf der Langdistanz, 2010 Deutscher Meister auf der Mitteldistanz. 2011 gewann er den Ironman Regensburg.

## Werdegang
Markus Fachbach startete 1997 bei seinem ersten Triathlon und ist seit 2005 als Profi-Athlet aktiv.

### Profi seit 2005
Er qualifizierte sich 2005 bei seinem ersten Ironman-Start durch seinen dritten Platz in Florida für den Ironman Hawaii 2006 und bei seinem Debüt auf Hawaii erreichte er mit 8:45:06 Stunden den 25. Rang. Fachbach war bis zu dessen Auflösung 2011 Mitglied des Commerzbank Triathlon Teams und trainierte gemeinsam mit dem zweifachen Ironman-Gewinner Normann Stadler. Er startete für das Pro-Team Mohrenwirt.

### Sieger Ironman 2011
Im August 2011 gelang ihm bei seiner zwölften Teilnahme an einem Triathlon auf der Langdistanz in Regensburg sein erster Ironman-Sieg.

Im Juli 2013 wurde Fachbach in Roth hinter Timo Bracht Deutscher Vizemeister auf der Langdistanz.

### Europameister Triathlon Langdistanz 2014
Am 13. September 2014 siegte er bei der Challenge Almere-Amsterdam und wurde dadurch Europameister über die Langdistanz.
Neben dem Sport studiert er Betriebswirtschaft an der Universität Mainz. Markus Fachbach lebt in Kadenbach bei Koblenz.

## Sportliche Erfolge
| Datum/Jahr    | Rang | Wettbewerb                                         | Austragungsort    | Zeit       | Bemerkung                                                                               |
| ------------- | ---- | -------------------------------------------------- | ----------------- | ---------- | --------------------------------------------------------------------------------------- |
| 24. Juni 2018 | 1    | Chiemsee Triathlon                                 | Chiemsee          | 03:42:12   | Sieger auf der Mitteldistanz                                                            |
| 17. Juni 2018 | 10   | Ironman 70.3 Luxembourg                            | Remich            | 04:02:45   |                                                                                         |
| 25. Juni 2017 | 3    | Chiemsee-Triathlon                                 | Chiemsee          | 03:45:50   | [ 3 ]                                                                                   |
| 13. Mai 2017  | 7    | Ironman 70.3 Mallorca                              | Alcúdia           | 04:11:06   |                                                                                         |
| 17. Juli 2016 | 2    | Trumer Triathlon                                   | Obertrum am See   | 02:05:56   |                                                                                         |
| 5. Juni 2016  | 5    | Ironman 70.3 Kraichgau                             | Kraichgau         | 03:58:10   |                                                                                         |
| 23. Apr. 2016 | 7    | Challenge Fuerteventura                            | Fuerteventura     | 04:11:14   | auf der Halbdistanz                                                                     |
| 13. Juni 2015 | 3    | Challenge Denmark                                  | Herning           | 03:52:45   |                                                                                         |
| 25. Apr. 2015 | 6    | Challenge Fuerteventura                            | Fuerteventura     |            |                                                                                         |
| 27. Feb. 2015 | 38   | Challenge Dubai                                    | Dubai             | 04:03:45   | beim ersten Rennen der „Challenge Triple-Crown-Serie“                                   |
| 26. Okt. 2014 | 8    | Ironman 70.3 Miami                                 | Miami             | 03:52:20   |                                                                                         |
| 29. Juni 2014 | 1    | Chiemsee Triathlon                                 | Chieming          | 03:47:21   | Sieger auf der Mitteldistanz                                                            |
| 23. Juni 2014 | 1    | Mittelmosel Triathlon                              | Zell              | 02:00:46   |                                                                                         |
| 15. Juni 2014 | 4    | Challenge Kraichgau                                | Kraichgau         | 04:01:27   | Deutsche Meisterschaft auf der Mitteldistanz                                            |
| 18. Mai 2014  | 9    | Ironman 70.3 Barcelona                             | Barcelona         | 04:14:09   |                                                                                         |
| 1. Sep. 2013  | 4    | Challenge Walchsee-Kaiserwinkl                     | Walchsee          | 03:58:12   |                                                                                         |
| 30. Juni 2013 | 1    | Chiemsee Triathlon                                 | Chieming          | 03:42:30,1 | Sieger auf der Mitteldistanz                                                            |
| 2. Sep. 2012  | 5    | Challenge Walchsee-Kaiserwinkl                     | Walchsee          | 03:59:41   |                                                                                         |
| 24. Juli 2011 | 3    | Antwerp Ironman 70.3                               | Antwerpen         | 03:54:31   | [ 4 ]                                                                                   |
| 3. Juli 2011  | 2    | Mittelmosel Triathlon                              | Zell              |            | Zweiter hinter Jens Roth                                                                |
| 29. Mai 2011  | 1    | TriStar111 Germany                                 | Worms             | 03:16:58   |                                                                                         |
| 1. Mai 2011   | 17   | Ironman 70.3 St. Croix                             | Saint Croix       | 04:43:04   |                                                                                         |
| 17. Apr. 2011 | 24   | Ironman 70.3 New Orleans                           | New Orleans       | 03:36:52   |                                                                                         |
| 6. Juni 2010  | 1    | DTU Deutsche Triathlon-Meisterschaft Mitteldistanz | Kulmbach          | 03:53:37   | Deutscher Meister                                                                       |
| 24. Apr. 2010 | 3    | Lisboa International Triathlon                     | Lissabon          | 03:50:31   | auf der Halbdistanz hinter Dennis Devrient und Bertrand Billard                         |
| 24. Mai 2009  | 7    | Ironman 70.3 Austria                               | St. Pölten        | 03:59:02   |                                                                                         |
| 24. Mai 2008  | 7    | Ironman 70.3 Austria                               | St. Pölten        | 04:01:59   |                                                                                         |
| 2008          | 1    | Emser Therme Triathlon                             | Bad Ems           |            |                                                                                         |
| 2006          | 1    | Emser Therme Triathlon                             | Bad Ems           |            | [ 6 ]                                                                                   |
| 2004          | 2    | Mainz-Triathlon                                    | Mainz             |            |                                                                                         |
| 2004          | 4    | Siegerland-Cup                                     | Buschhütten       |            |                                                                                         |
| 2003          | 3    | Mainz-Triathlon                                    | Mainz             |            |                                                                                         |
| 2003          | 1    | Edersee Triathlon                                  | Waldeck           |            | Sieger auf der olympischen Distanz (1,5 km Schwimmen, 42 km Radfahren und 10 km Laufen) |
| 16. Juni 2002 | 54   | ITU Triathlon European Cup                         | Frankfurt am Main | 01:49:09   |                                                                                         |
| 2002          | 2    | Cologne Classic                                    | Köln              |            | Zweiter beim ersten Start über die Mitteldistanz hinter dem Sieger Steffen Liebetrau    |

| Datum/Jahr    | Rang | Wettbewerb                                                   | Austragungsort | Zeit     | Bemerkung |
| ------------- | ---- | ------------------------------------------------------------ | -------------- | -------- | --- |
| 7. Okt. 2018  | DNF  | Ironman Barcelona                                            | Calella        | –        | Rennabbruch im Marathon |
| 19. Aug. 2018 | 5    | Ironman Copenhagen                                           | Kopenhagen     | 08:14:32 | |
| 14. Okt. 2017 | 40   | Ironman Hawaii                                               | Hawaii         | 10:14:34 | |
| 13. Aug. 2017 | 3    | Ironman Hamburg                                              | Hamburg        | 08:25:36 | Dritter bei der Erstaustragung |
| 24. Sep. 2016 | 2    | Ironman Mallorca                                             | Alcúdia        | 08:31:51 | |
| 24. Juli 2016 | DNF  | Ironman Switzerland                                          | Zürich         | –        | |
| 13. Sep. 2015 | 1    | Challenge Almere-Amsterdam                                   | Almere         | 08:18:24 | |
| 12. Juli 2015 | 6    | Challenge Roth                                               | Roth           | 08:13:26 | |
| 16. Nov. 2014 | DNF  | Ironman Arizona                                              | Tempe          | –        | |
| 13. Sep. 2014 | 1    | ETU Challenge Long Distance Triathlon European Championships | Almere         | 08:28:25 | Sieger bei der Challenge Almere-Amsterdam – und damit Europameister auf der Langdistanz                                                      |
| 20. Juli 2014 | DNF  | Challenge Roth                                               | Roth           | –        | Rennabbruch auf der Laufstrecke mit Magenkrämpfen                                                                                            |
| 14. Juli 2013 | 2    | DTU Deutsche Meisterschaft Triathlon Langdistanz             | Roth           | 08:12:13 | deutscher Vizemeister auf der Langdistanz – hinter Timo Bracht als Vierter beim Challenge Roth mit persönlicher Bestzeit auf der Langdistanz |
| 1. Juli 2012  | 11   | Ironman Austria                                              | Klagenfurt     | 08:45:08 | |
| 22. Apr. 2012 | 4    | Ironman South Africa                                         | Port Elizabeth | 08:57:21 | |
| 7. Aug. 2011  | 1    | Ironman Regensburg                                           | Regensburg     | 08:29:16 | erster Ironman-Sieg |
| 6. Nov. 2010  | 4    | Ironman Florida                                              | Panama City    | 08:25:25 | [ 7 ] |
| 4. Juli 2010  | 4    | Ironman Austria                                              | Klagenfurt     | 08:20:43 | |
| 5. Juli 2009  | DNF  | Ironman Germany                                              | Frankfurt      | –        | |
| 7. Sep. 2008  | 5    | Ironman Wisconsin                                            | Madison        | 09:01:56 | Mit diesem Platzierung erreichte Markus Fachbach die Qualifikation für den Ironman Hawaii                                                    |
| 6. Juli 2008  | 8    | Ironman Germany                                              | Frankfurt      | 08:19:29 | |
| 21. Okt. 2006 | 25   | Ironman Hawaii                                               | Hawaii         | 08:45:06 | |
| 2. Juli 2006  | 5    | Challenge Roth                                               | Roth           | 08:23:46 | |
| 5. Nov. 2005  | 3    | Ironman Florida                                              | Panama City    | 08:41:22 | dritter Rang beim ersten Start über die Ironman-Distanz                                                                                      |

(DNF – Did Not Finish)